# Каукас
Каукас (лит. Kaũkas, множ. ч. kaukai; Caukas, Aitvaras) — в литовской мифологии домовой, покровитель крестьянского богатства. Приносит добро дому, в частности богатство и деньги.
Обычно является в виде огненного змея.
Считалось, что Каукас помогал мужчинам, как Дейве — женщинам. Каукас жил под печью или под землёй; был связан также с овином и стойлом.
В жертву Каукасу приносили молоко, пиво и другое питьё. Есть поверье, что каукаса можно было купить.
По одной из версий, слово происходит от лит. kaukas («душа некрещёного ребёнка»), и поэтому Каукас считается душой умершего человека.
Близкиe Каукасу духи — айтварас, жемепатис (дух земли) и лаукосаргас(дух полей).